# Etsuo Miyoshi
Etsuo Miyoshi (jap. 三好鋭郎 Miyoshi Etsuo; ur. 16 grudnia 1939 w Higashikagawa) – honorowy prezes korporacji Swany, produkującej rękawiczki, walizki, a od 2012 roku także wózki inwalidzkie.
W 1996 roku stworzył Walkin’Bag (walizkę z kółkami i długim sztywnym uchwytem), a za wprowadzenie jej na rynek rząd w 2007 roku przyznał mu nagrodę.
Zaczął się uczyć esperanta w 1995 roku i zaraz potem postanowił wspierać finansowo ruch esperancki poprzez utworzenie subwencji Łabędź.. W 2012 subwencję przekształcono w fundację "Łabędź", której celem jest premiowanie informacyjnej działalności na temat esperanta prowadzonej w Unii Europejskiej.
Jest przewodniczącym Związku Esperantystów w Higashikagawa od chwili jego założenia w 1995 roku.
W latach 2002 i 2010 zamieszczał 23 razy całostronicowe ogłoszenia w różnych czasopismach Unii Europejskiej, głównie we francuskim Le Monde. Za tę działalność w 2007r. Japoński Instytut Esperancki uhonorował go nagrodą im. Kenji Ossaki.
Od 2007 roku jest członkiem honorowym Europejskiej Unii Esperanckiej, a od 2012 członkiem honorowym Polskiego Stowarzyszenia Europa Demokracja Esperanto.
Będąc aktywnym członkiem sekty Ōmoto uznał, że esperanto ułatwi porozumiewanie się między ludźmi różnych narodowości. Było to wynikiem jego własnych, trudnych doświadczeń z nauką języków koreańskiego i chińskiego, którą podejmował w związku uruchamianiem produkcji swoich wyrobów w tych krajach. Miyoshi jest jednym z dyrektorów Towarzystwa Popularyzacji Esperanta, działającym przy tym wyznaniu.
W 2001 roku został dyrektorem Światowego Ruchu Federalistycznego. Ruch ten widzi przyszłą rolę esperanta jako drugiego języka po ojczystym dla sfederalizowanego w przyszłości świata.
W 2011 r. za swoją działalność na rzecz esperanta i za propagowanie polskiej kultury otrzymał Krzyż Kawalerski Orderu Zasługi Rzeczypospolitej Polskiej,
W 2012 roku, przy współpracy z Polskim Stowarzyszeniem Europa Demokracja Esperanto, zorganizował w polskim parlamencie sympozjum i wystawę pt.: "125 lat esperanta".
Od 2009 roku przewodniczy Związkowi Turystycznemu w Higashikagawa i w ramach jego działalności z wielkim powodzeniem organizował wystawy lalek, odbywające się co roku w październiku. Na wystawach prezentowane są lalki z różnych regionów świata, ubrane w tradycyjne stroje. Kolekcję około 1500 lalek w strojach folklorystycznych zebrał dzięki kontaktom z esperantystami z całego świata (w 2013 patronat nad wystawą objął minister kultury RP i ambasador RP w Tokio).
W 2013 roku został mianowany “Czcigodnym Członkiem” religii Ōmoto.
Obecnie jest wiceprzewodniczącym Związku Dziecięcego Teatru Kabuki.